# Desa Cikahuripan (administrativ by i Indonesien, lat -6,94, long 107,82)
Desa Cikahuripan är en administrativ by i Indonesien.   Den ligger i provinsen Jawa Barat, i den västra delen av landet, 130 km sydost om huvudstaden Jakarta.